# Kumharsain

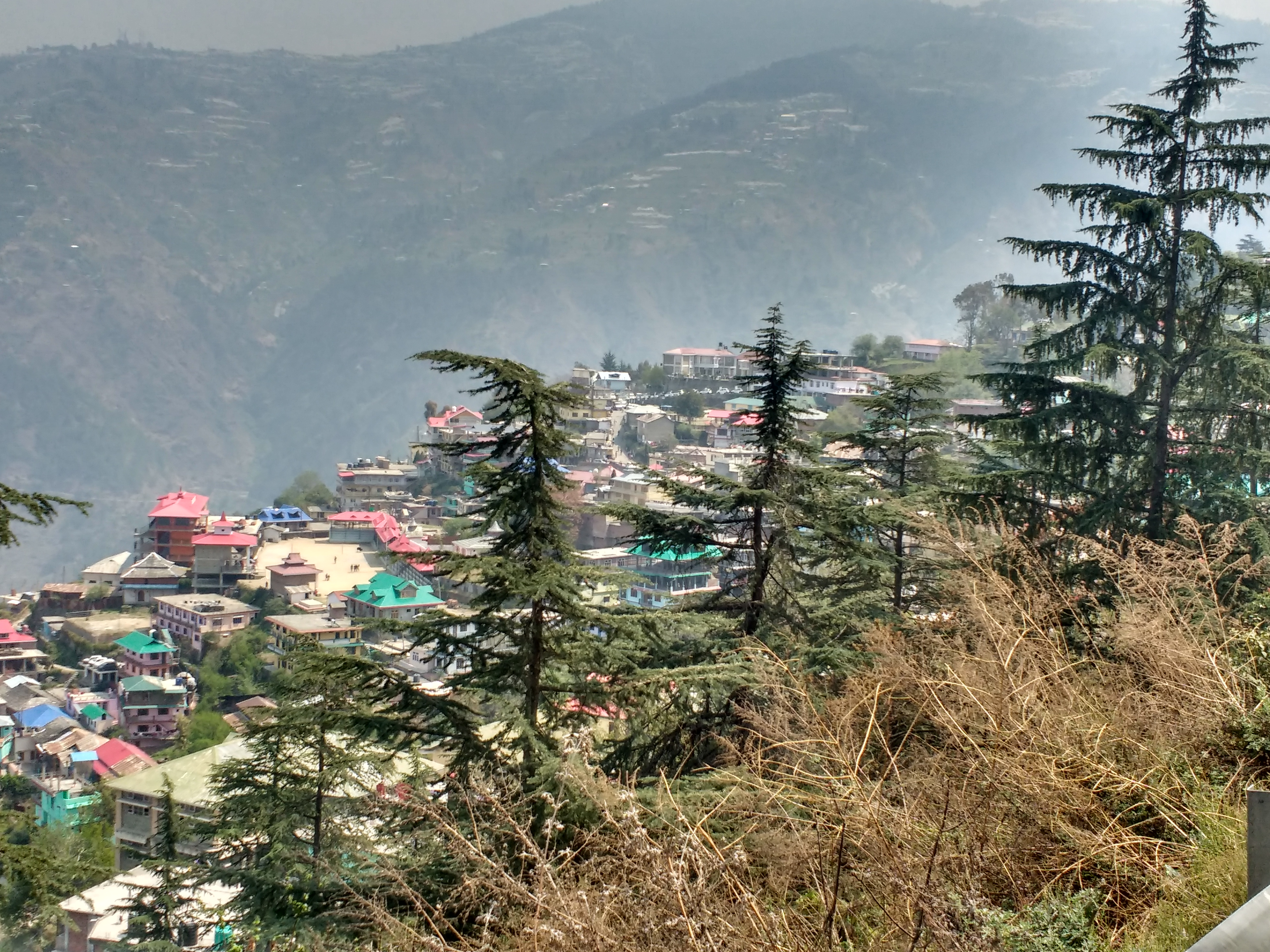
Vue de Kumharsain en 2018.

Kumharsain était un État princier des Indes, dirigé par des souverains qui portaient le titre de « rana » et qui a subsisté jusqu'en 1948, date à laquelle il fut intégré à l'État d'Himachal-Pradesh. C'est aujourd'hui une petite ville, subdivision du District de Shimla depuis 2017.
Kumharsain fut occupé par le Népal de 1803 à 1816.

## Liste des ranas de Kumharsain
- 1...-1803 Kehar-Singh
- 1816-1839 Kehar-Singh (rétabli)
- 1840-1858 Pritam-Singh
- 1858-1874 Bhawani-Singh
- 1874-1914 Hira-Singh
- 1914-1945 Vidyadhar-Singh (1895-1945)
- 1945-1948 Sumeshawar-Singh (1930-1996)